# Gustav Leubner
Gustav Leubner byl československý bobista německé národnosti.

## Závodní kariéra
Startoval za Československo na ZOH 1936 v Garmisch-Partenkirchen. V závodě dvojbobů na skončili na 17. místě a v soutěži čtyřbobů na 12. místě. Členy jeho posádky čtyřbobu byli dále Walter Heinzl, Bedřich Posselt a brzdař Wilhelm Blechschmidt, se kterým jako pilot startoval i v závodě dvojbobů.